# Colin Greenall
Colin Anthony Greenall (Billinge Higher End, 30 dicembre 1963) è un ex calciatore inglese, di ruolo difensore.

## Caratteristiche tecniche
Era un difensore centrale.

## Carriera

### Giocatore

#### Club
Dopo aver giocato nelle giovanili del Blackpool ha esordito nella prima squadra dei Tangerines (e contestualmente anche tra i professionisti) all'età di 17 anni nella stagione 1980-1981, nella quale il club è retrocesso dalla terza alla quarta divisione inglese; ha poi militato in questa categoria (giocando da titolare) fino al termine della stagione 1984-1985, quando ha conquistato una promozione in terza divisione, categoria in cui ha militato con il Blackpool (club con cui in carriera ha segnato in tutto 9 reti in 186 partite di campionato giocate) fino al 1986, quando si è trasferito al Gillingham, altro club di terza divisione, che ha lasciato nel gennaio del 1988 dopo 5 reti segnate in 62 partite di campionato giocate per accasarsi in prima divisione all'Oxford Utd: con gli U's conclude la stagione 1987-1988 giocando 12 partite in questa categoria, subendo però una retrocessione in seconda divisione, torneo in cui milita per una stagione e mezzo con questa stessa maglia (55 presenze e 2 reti). Negli anni seguenti gioca poi da titolare in terza divisione prima al Bury e poi al Preston N.E., per poi trascorrere un biennio in quarta divisione con le maglie di Chester City e Lincoln City. Infine, nel 1996 si trasferisce al Wigan (club della sua città natale), sempre in quarta divisione, categoria che vince nella stagione 1996-1997, giocando poi per un biennio in seconda divisione e vincendo anche un Football League Trophy nella stagione 1998-1999, l'ultima della sua quasi ventennale carriera professionistica.
In carriera ha totalizzato complessivamente 659 presenze e 40 reti nei campionati della Football League.

#### Nazionale
Nel 1981 ha partecipato ai Mondiali Under-20, giocandovi 5 partite.

### Allenatore
Dopo il ritiro è rimasto al Wigan come collaboratore tecnico; nel 2001 è stato anche allenatore ad interim del club per 6 partite, dopo le quali però è stato licenziato (non mantenendo nemmeno il precedente impiego). Dal 2002 al 2005 ha ricoperto invece degli incarichi dirigenziali nel settore giovanile del Rochdale.

## Palmarès

### Club

#### Competizioni nazionali
- Campionato inglese di quarta divisione: 1

Wigan: 1996-1997
- Football League Trophy: 1

Wigan: 1998-1999